# Ceylonmaskuggla
Ceylonmaskuggla (Phodilus assimilis) är en fågel i familjen tornugglor inom ordningen ugglefåglar.

## Utseende och läte
Ceylonmaskugglan är likt nära släktingen orientmaskugglan en liten ugglefågel med korta ben och vingar, korta örontofsar, stora ögon och en V-formad ansiktssköld. Den är dock mörkare ovan, mer kastanjebrun än rostfärgad. Vidare har den större vita fläckar på ovansidan och är mer fläckad på hjässan. Även lätet skiljer sig, en serie med klagande och darrande visslande toner, mer komplex och mycket långsammare än orientmaskugglans.

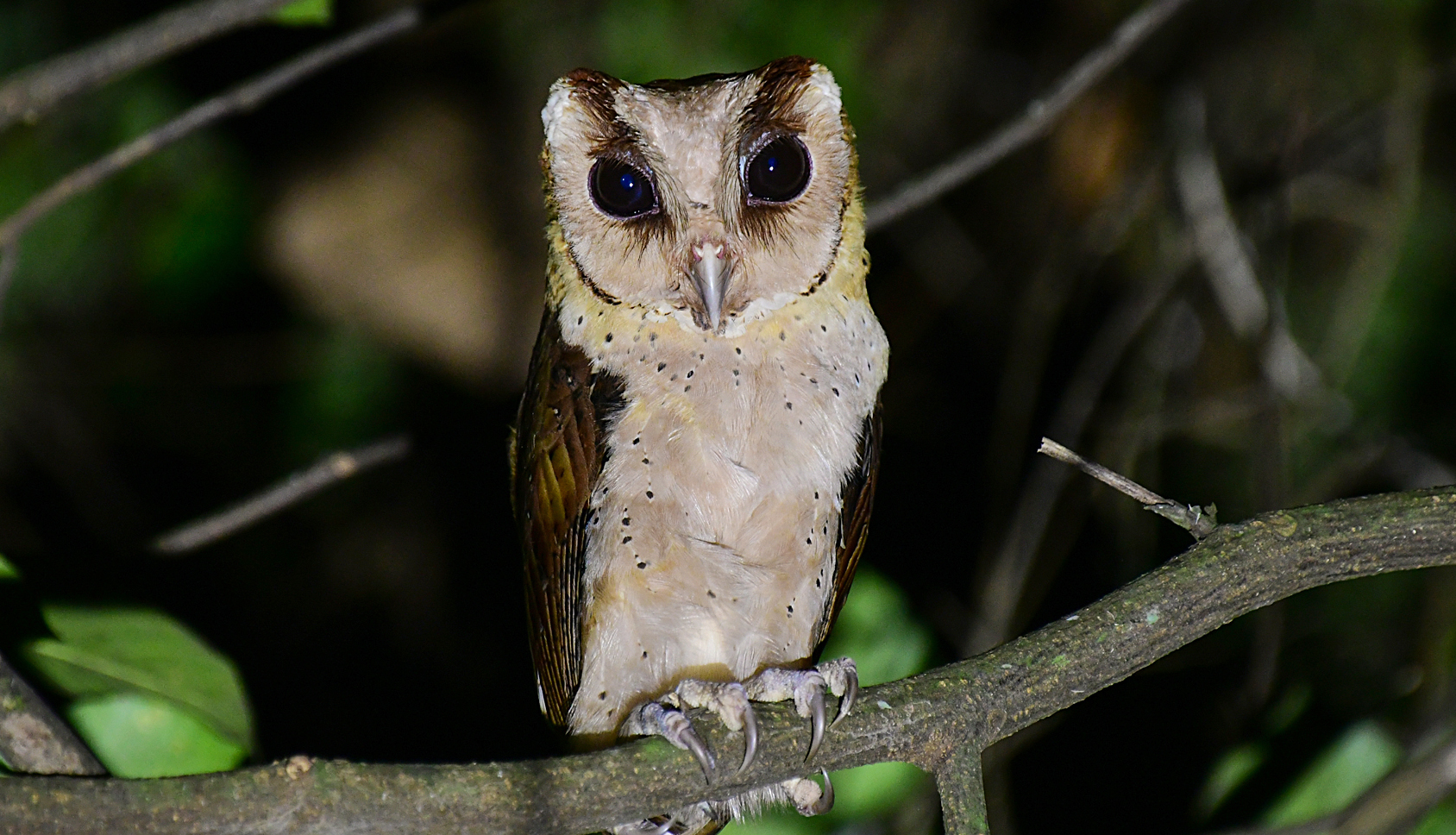

## Utbredning och systematik
Ceylonmaskuggla delas in i två underarter med följande utbredning:
- Phodilus assimilis ripleyi – sydvästra Indien (Anaimalai-Nelliamathy Hills)
- Phodilus assimilis assimilis – Sri Lanka

Tidigare ansågs den vara en underart till orientmaskuggla (Phodilus badius) och vissa gör det fortfarande.

## Status och hot
Arten har ett stort utbredningsområde, men tros minska i antal, dock inte tillräckligt kraftigt för att den ska betraktas som hotad. Internationella naturvårdsunionen IUCN listar arten som livskraftig (LC).